# Chmeľov
Chmeľov este o comună slovacă, aflată în districtul Prešov din regiunea Prešov. Localitatea se află la altitudinea de 375 m deasupra n.m., se întinde pe o suprafață de 12,64 km2 și în 2017 număra 1.019 locuitori.

## Istoric
Localitatea Chmeľov este atestată documentar din 1212.

## Demografie
| An:                | 1994 | 2004   | 2014   | 2024   |
| ------------------ | ---- | ------ | ------ | ------ |
| Număr de persoane: | 854  | 912    | 984    | 1076   |
| Diferență:         |      | +6,79% | +7,89% | +9,34% |

| An:                | 2023 | 2024   |
| ------------------ | ---- | ------ |
| Număr de persoane: | 1078 | 1076   |
| Diferență:         |      | −0,18% |